# L'ingannatore di Siviglia e il convitato di pietra
L'ingannatore di Siviglia e il convitato di pietra (in spagnolo: El burlador de Sevilla y convidado de piedra) è un'opera teatrale attribuita a Tirso de Molina, scritta nel 1616. È la prima opera in cui figura don Giovanni, e riscontrerà un poderoso successo nella drammaturgia e nell'operistica europea successiva.

## Trama
Il dramma è in versi, diviso in tre giornate. L'intreccio si basa sulle gesta di don Giovanni, donnaiolo promesso sposo di donna Anna, figlia di don Gonzalo de Ulloa. Il giovane seduce la duchessa Isabela, nobile napoletana, fingendosi il suo promesso sposo, il duca Ottavio.
Fuggito da Napoli per salvare la pelle, approda in Spagna dove viene raccolto, dopo un naufragio, dalla pescatrice Tisbea, che cede al suo fascino.
Il re Alfonso XI di Castiglia, però, dispone che don Giovanni sposi l'offesa Isabela, mentre Ottavio convolerà a nozze con donna Anna come risarcimento dell'onta subita. Donna Anna è, però, segretamente innamorata del marchese de la Mota.
Don Giovanni, contrario alla costrizione del matrimonio, uccide don Gonzalo de Ulloa che voleva vendicare l'onore offeso di sua figlia e, dopo avventure con altre donne (tra cui Aminta), arriva a Siviglia dove urta contro la tomba di don Gonzalo, burlandosi del defunto e invitandolo a cena. La statua, imprevedibilmente, si presenta all'appuntamento ("il convitato di pietra") e, successivamente, a sua volta invita don Giovanni e Catalinón a cenare nella sua cappella. Don Giovanni accetta e il giorno dopo si presenta. Lì la statua lo trascina all'inferno per punirlo delle sue malefatte.